# Listera cordata
Listera cordata es una especie de orquídea terrestre perteneciente a la familia Orchidaceae. Tiene una distribución circumpolar que se encuentran en Europa, Asia, Groenlandia y en gran parte de América del Norte. En el Reino Unido, su distribución es en el oeste y el norte y cada vez más común en el altiplano occidental, también se encuentra en Snowdonia y el Lake District. 

## Descripción
Es una orquídea de las tierras altas en turberas altas y turberas bajas que rara vez supera los 15 cm de altura.  No es muy común y puede ser pasada por alto, con frecuencia, debido a su pequeño tamaño y una tendencia a crecer por debajo del brezo musgo sphagnum. Tiene una única flor en un tallo erecto que está a menudo teñido de color rojo y se rodea cerca de la base de un par de  hojas ovado-orbiculares de color verde brillante.  Las pequeñas flores que son engañosamente simples en su estructura para parecer una orquídea, son de color púrpura o  verde con un poco hinchado cáliz.

## Nombre común
- Alemán: Kleines Zweiblatt
- Inglés: Lesser Twayblade
- Hornjoserbsce: Mała dwěnka
- Lituano: Širdinė dviguonė
- Holandés: Kleine keverorchis
- Noruego: Småtveblad
- Finlandés: Herttakaksikko
- Sueco: Spindelblomster

## Sinonimia
- Ophrys cordata L. (1753) (basónimo)
- Epipactis cordata (L.) All. (1785)
- Helleborine cordata (L.) F. W. Schmidt (1793)
- Cymbidium cordatum (L.) Londes (1811)
- Neottia cordata (L.) Rich. (1817)
- Serapias cordata (L.) Steud. (1821)
- Distomaea cordata (L.) Spenn. (1825)
- Pollinirhiza cordata (L.) Dulac (1867)
- Diphryllum cordatum (L.) Kuntze (1891)
- Bifolium cordatum (L.) Nieuwl. (1913)